# الجمعية السودانية البريطانية للمعاقين
الجمعية السودانية البريطانية للمعاقين (بالإنجليزية The Sudanese British Society of Disabled People) جمعية غير ربحية مقرها لندن، وهي عبارة عن مجموعة من السودانين معاقين وغير معاقين تعمل على رفع مستوى الوعي العام بقضايا الإعاقة كما تعمل على تبصير المعاقين بحقوقهم حتى يتمكنوا من المشاركة في المجتمع على قدم المساواة كغيرهم من المواطنين.
ولدت فكرة إنشاء الجمعية لتعنى بشؤون المعاق في السودان وتحسين أوضاع المعاقين وربطهم برصفائهم في الدول الأخرى للاستفادة من تجاربهم.

## المهمة
مساعدة المعاقين السودانيين على الاستفادة من طاقاتهم والانخراط في المجتمع كأعضاء فاعلين ومساعدتهم على التحرر من الخوف والتفرقة وسوء المعاملة. وذلك بإنشاء مركز لدراسات الأعاقة بالسودان. من ضمن مهام المركز خلق وعي عام بقضايا الأعاقة والعمل مع دوائر صنع القرار لصالح الأشخاص المعاقين.

## وصلات خارجية
- الجمعية السودانية البريطانية للمعاقين
- حساب الجمعية بموقع لينكدن